# Fallomyrma
Fallomyrma — викопний рід мурах підродини мирміцин, що існував в Європі в еоцені (близько 40 млн років). Представники роду знайдені у бурштині з Данії, Німеччини та України.

## Види
У роді описано чотири види:
- Fallomyrma anodonta
- Fallomyrma marginata
- Fallomyrma robusta
- Fallomyrma transversa